# South West (Australia)

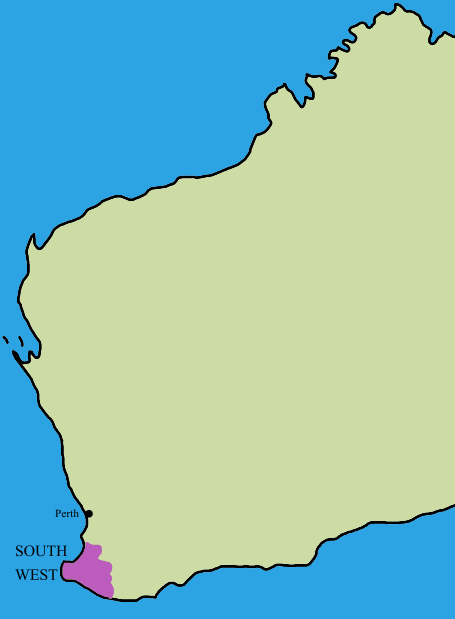
Lokalizacja regionu South West

South West – jeden z dziewięciu regionów Australii Zachodniej zajmujący obszar 23 970 km², zamieszkuje go około 123 000 osób.
Region swoją nazwę zawdzięcza położeniu w południowo zachodnim rogu stanu Australia Zachodnia.

## Podział administracyjny
Na region South West składają się następujące jednostki samorządu lokalnego:
- Hrabstwo Augusta-Margaret River
- Hrabstwo Boyup Brook
- Hrabstwo Bridgetown-Greenbushes
- Miasto Bunbury
- Hrabstwo Busselton
- Hrabstwo Capel
- Hrabstwo Collie
- Hrabstwo Dardanup
- Hrabstwo Donnybrook-Balingup
- Hrabstwo Harvey
- Hrabstwo Manjimup
- Hrabstwo Nannup